# Copestylum pubescens
Copestylum pubescens är en tvåvingeart som först beskrevs av Friedrich Hermann Loew 1861.  Copestylum pubescens ingår i släktet Copestylum och familjen blomflugor.
Artens utbredningsområde är Kuba. Inga underarter finns listade i Catalogue of Life.